# 薄叶喜树
薄叶喜树（学名：Camptotheca acuminata var. tenuifolia）为蓝果树科喜树属下的一个变种。

## 扩展阅读
- 維基物種上的相關：薄叶喜树